# Vlag van Ecuador

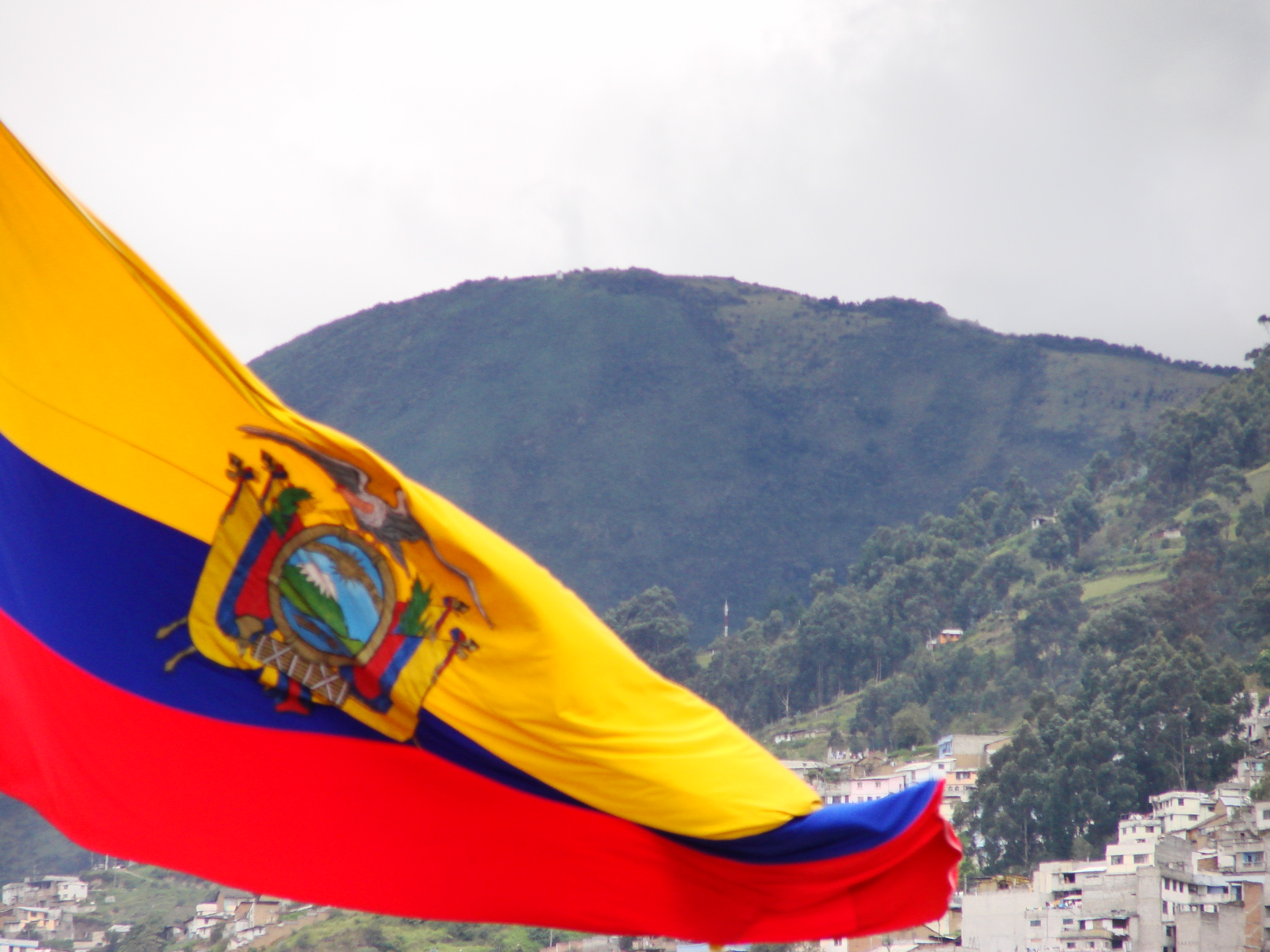
Vlag van Ecuador, in de wind

De vlag van Ecuador toont drie horizontale banen in de kleuren geel, blauw en rood; in het midden staat het wapen van Ecuador. Dit ontwerp is sinds 26 september 1860 de 'gewone' vlag van Ecuador; de civiele vlag, de handelsvlag en de oorlogsvlag ter zee wijken enigszins af.

## Symboliek
De drie kleuren van de vlag gaan terug tot 1810 en hebben hun oorsprong in de strijd tegen de Spanjaarden, toen de Venezolaanse generaal Francisco de Miranda een geel-blauw-rode vlag in gebruik nam. Deze vlag symboliseert de Atlantische Oceaan (de blauwe band), die tussen Spanje (rood, verwijst ook naar de Spaanse terreur) en de Nieuwe Wereld (geel) ligt en daarmee de onafhankelijkheid van de voormalige Spaanse kolonies. Deze kleuren werden in 1819 de kleuren van de door Simón Bolívar gestichte republiek Groot-Colombia, waar ook Ecuador bij gevoegd werd. Verder bestond deze federatie uit Colombia (inclusief het huidige Panama) en Venezuela. Colombia en Venezuela gebruiken ook nog een geel-blauw-rode vlag.
Aan elk van de drie kleuren van de vlag wordt een symbolische betekenis toegekend: het geel staat voor de landbouw en andere hulpbronnen van de staat, het blauw voor de oceaan en de heldere luchten en het rood voor het bloed voor degenen die gestorven zijn in de strijd voor de Ecuadoraanse onafhankelijkheid.

## Ontwerp
Alle varianten van de vlag van Ecuador tonen drie horizontale banen in de kleuren geel, blauw en rood, waarbij de gele baan twee keer zo groot is als elk van de andere twee banen. De dienstvlag en de civiele vlag (te land) hebben een hoogte-breedteverhouding van 2:3; voor de handelsvlag en de oorlogsvlag ter zee is dat 2:3. De civiele vlag en de handelsvlag (civiele vlag ter zee) tonen het nationale wapen niet; de andere varianten wel.
De vlaggen van Colombia en Ecuador zijn vrijwel geheel hetzelfde; het verschil is dat Ecuador zijn wapen in het midden van zijn vlag heeft geplaatst en een andere hoogte-breedte-verhouding gebruikt (2:3). Deze verhouding is het enige verschil tussen de Ecuadoraanse civiele vlag en de vlag van Colombia. In de vlaggen van Colombia en Ecuador is de gele band dubbel zo groot als de andere twee; in de vlag van Venezuela zijn hoogtes van de drie banden gelijk. De vlag van Venezuela heeft als extra onderscheidingskenmerk een boog van acht witte sterren in de blauwe band.
Opmerkelijk is dat gemeentehuizen niet de staatsversie gebruiken, maar een geel-blauw-rode vlag waarin de blauwe baan een cirkel van witte sterren staat. Het aantal sterren is gelijk met het aantal provincies, tegenwoordig 22. De hoogte-breedteverhouding van deze vlag is 2:3.

## Geschiedenis
In 1809 verschijnt de eerste vlag die als Ecuadoraanse vlag aangemerkt kan worden. Opstandelingen in Quito maakten in hun strijd tegen Spanje gebruik van een rood-witte vlag. Hun opstand werd in 1812 neergeslagen. Al aan het einde van de 18e eeuw werden er echter al rood-witte vlaggen gebruikt door mensen die Ecuador van Spanje wilden losrukken.

### Blauw en wit versus geel, blauw en rood
In 1820 verscheen in Guayaquil een nieuwe vlag. Deze bestond uit vijf horizontale banen in de kleurencombinatie blauw-wit-blauw-wit-blauw met in de middelste blauwe baan drie witte sterren. De drie sterren staan voor Guayaquil, Machala en Portoviejo. De vlag voor het eerst gehesen op 9 oktober en was in gebruik bij de opstandelingen van de Junta revolucionaria de Guayaquil. Tegenwoordig is dit ontwerp de vlag van Guayas en Guayaquil.
Op 25 mei 1822 werd het ontwerp van de vlag aangepast: een wit veld met een blauw kanton waarin één witte ster staat. Men begon blauw en wit te zien als de kleuren van Ecuador.
Later in 1822 ging Ecuador deel uitmaken van Groot-Colombia en werd de toenmalige Colombiaanse driekleur ingevoerd. Toen Ecuador in 1830 weer zelfstandig werd, bleef het Groot-Colombiaanse geel-blauw-rood in gebruik.
Na een revolutie op 6 maart 1845, waarbij Juan José Flores werd afgezet, werd het blauw en wit weer ingevoerd, maar nu in een nieuwe samenstelling. Deze vlag bestond uit drie gelijke verticale banen in de kleurencombinatie wit-blauw-wit, met in de blauwe baan drie witte sterren. Op 6 november 1845 werd het aantal sterren verhoogd tot zeven (als verwijzing naar de toenmalige zeven provincies) en werd het blauw wat donkerder.

### Huidige vlag
Nadat Gabriel García Moreno in 1859 president was geworden, werd besloten dat de geel-blauw-rode vlag opnieuw ingevoerd zou worden als verwijzing naar de helden uit het verleden. De nieuwe president associeerde het wit-blauw-wit met verraders. De huidige vlag werd officieel aangenomen op 26 september 1860, maar de huidige wet over de vlag dateert van 5 december 1900. Deze wet stelt dat de dienstvlag verschilt van de civiele vlag, de handelsvlag en de oorlogsvlag ter zee. In de praktijk wordt de staatsvlag echter vaak ook als civiele vlag gebruikt, mede om verwarring met de vlag van Colombia te voorkomen. In 2009 werd de hoogte-breedteverhouding voor alle vormen van de nationale vlag voor het eerst op 2:3 gezet door een overheidsinstantie op de website van de president.
| Spaanse koloniale vlag 1534–1820        |        | Het Kruis van Bourgondië vlag van het Spaanse koloniale rijk wapperde vele jaren over Ecuador. |
| Vlag van de Quitana-revolutie 1809–1812 |        | De leiders van een opstand tegen de Spaanse autoriteiten hieven op 10 augustus 1809 in Quito een omgekeerd kruis van Bourgondië op. De opstand werd in 1812 verslagen. |
| 1e Nationale Vlag 1820–1822             |        | Een vlag met vijf horizontale strepen en drie sterren in de middelste streep. Deze vlag werd later die van de Guayas en werd voor het eerst gehesen door de patriotten bij de bevrijding van 9 oktober 1820. |
| 2e Nationale Vlag 1822                  |        | De vorige vlag werd gewijzigd bij decreet van 2 juni 1822: "De vlag van de vrije provincie Guayaquil zal wit zijn en het eerste kwartier blauw met een ster in het midden." |
| 3e Nationale Vlag 1822–1830             |        | Ecuador werd opgenomen in Groot-Colombia, gedurende welke tijd de Colombiaanse horizontale driekleur definitief werd. Hoewel Ecuador zich in 1830 afscheidde van die unie, bleef de vlag behouden tot 1845. |
| 4e Nationale Vlag 1830–1835             |        | Voorlopige vlag van de staat Ecuador, uitgevaardigd op 19 november 1830. |
| 5e Nationale Vlag 1835–1845             |        | Eerste vlag officieel gebruikt door Ecuador na de scheiding van Groot-Colombia. |
| 6e Nationale Vlag 1845                  |        | Tijdens de Marcistische revolutie van 1845 keren de lichtblauwe en witte kleuren terug, maar als een verticale driekleur van wit, blauw, wit, met drie witte sterren in de centrale streep. |
| 7e Nationale Vlag 1845–1860             |        | De Conventie van Cuenca bekrachtigde, bij decreet van 6 november 1845, een verandering naar een dieper blauw, en de toename van het aantal sterren tot zeven "als symbolen van de zeven provincies die deel uitmaken van de Republiek". |
| 8e Nationale Vlag 1860–1900             |        | Gabriel García Moreno, toen hij twee dagen na de Slag om Guayaquil aan de macht kwam, herstelde de driekleurige vlag van Groot-Colombia op 26 september 1860. In 1900 werd de vlag de definitieve nationale standaard en de wapen werd toegevoegd voor officieel gebruik door de staat. De gewone vlag werd in 1900 opgericht als handelsvlag. |
| 9e Nationale Vlag 1900–2009             |        | De vlag van 31 oktober 1900. In 1900 werd de vlag tot de definitieve nationale standaard gemaakt en werd het wapen toegevoegd voor officieel gebruik door de staat. De gewone vlag werd in 1900 opgericht als handelsvlag, een wijziging in november 2009.                                                                                     |
| 10e Nationale Vlag 2009–heden           | borfer | Huidige nationale vlag |